# Women’s Cricket World Cup Qualifier 2021
Der Women’s Cricket World Cup Qualifier 2021 war das Qualifikationsturnier für den Women’s Cricket World Cup 2022 und sollte zwischen dem 21. November und 5. Dezember 2021 in Simbabwe stattfinden. Nachdem es wie geplant gestartet war, wurde das Turnier am 27. November auf Grund von Reisebeschränkungen im Zuge des Aufkommens der SARS-CoV-2-Variante Omikron abgebrochen. Daraufhin wurde Bangladesch, Pakistan und die West Indies als Endrundenteilnehmer bestimmt.

## Vorgeschichte
Ursprünglich sollte das Turnier im Juli 2020 in Sri Lanka stattfinden, wurde aber auf Grund der COVID-19-Pandemie wie das Endrundenturnier verschoben.

## Format
Die neun Mannschaften wurden in zwei Gruppen mit vier bzw. fünf Mannschaften aufgeteilt. In dieser spielt jedes Team gegen jedes, ein Sieg gibt zwei Punkte, ein Unentschieden einen Punkt und eine Niederlage keine Punkte. Die jeweils drei bestplatzierten Mannschaften qualifizieren sich für die Super 6 Runde. Dort spielt jede Mannschaft gegen die Mannschaften gegen die sie nicht in der Vorrunde gespielt hat, während für die anderen Begegnungen die Ergebnisse aus der Vorrunde angerechnet werden. Die ersten drei Mannschaften qualifizieren sich für die Endrunde, während die ersten fünf Mannschaften sich für die kommende ICC Women’s Championship 2022–25 qualifizieren.

## Teilnehmer
Das Teilnehmerfeld besteht aus zehn Mannschaften.
| - Bangladesch - Irland - Niederlande - Pakistan - Papua-Neuguinea | - Simbabwe - Sri Lanka - Thailand - Vereinigte Staaten - West Indies |

Bangladesch und Irland qualifizierten sich auf Grund ihres WODI-Status, den sie beim Women’s Cricket World Cup Qualifier 2017 erspielt hatten. Pakistan, West Indies und Sri Lanka konnten sich nicht direkt bei der ICC Women’s Championship 2017–20 für die Weltmeisterschaft qualifizieren und waren somit für diese Qualifikation startberechtigt. Die verbliebenen Teams qualifizierten sich in fünf Regionalen Qualifikationen. Papua-Neuguinea musste sein Team zurückziehen, als es auf Grund von Covid-19-Fällen nicht genug Spielerinnen aufbieten konnte.

## Vorrunde

### Gruppe A
Tabelle
| Gruppe A    | Sp. | S | N | NR | P | NRR    |
| ----------- | --- | - | - | -- | - | ------ |
| West Indies | 1   | 1 | 0 | 0  | 2 | +0.947 |
| Sri Lanka   | 1   | 1 | 0 | 0  | 2 | +0.779 |
| Irland      | 2   | 1 | 1 | 0  | 2 | –0.141 |
| Niederlande | 2   | 0 | 2 | 0  | 0 | –0.673 |

Spiele
| 23. November Scorecard | Harare (OH) | Irland 159 (43)                   | – | West Indies 163-4 (39.3) |
|                        |             | West Indies gewinnt mit 6 Wickets |   |                          |

West Indies gewannen den Münzwurf und entschieden sich als Feldmannschaft zu beginnen. Als Spielerin des Spiels wurde Deandra Dottin ausgezeichnet.
| 23. November Scorecard | Harare (HSC) | Sri Lanka 278-9 (50)                      | – | Niederlande 196-6 (43.4/43.4) |
|                        |              | Sri Lanka gewann mit 34 Runs (D/L method) |   |                               |

Bangladesch gewann den Münzwurf und entschied sich als Feldmannschaft zu beginnen. Als Spielerin des Spiels wurde Rumana Ahmed ausgezeichnet.
| 25. November Scorecard | Harare (OH) | Irland 199 (41.5)          | – | Niederlande 170 (48) |
|                        |             | Irland gewinnt mit 29 Runs |   |                      |

Sie Niederlande gewannen den Münzwurf und entschieden sich als Feldmannschaft zu beginnen. Als Spielerin des Spiels wurde Laura Delany ausgezeichnet.
| 27. November Scorecard | Harare (OH) | Sri Lanka | – | West Indies |
|                        |             | Abgesagt  |   |             |

| 29. November Scorecard | Harare (SSC) | Irland   | – | Sri Lanka |
|                        |              | Abgesagt |   |           |

| 29. November Scorecard | Harare (OH) | Niederlande | – | West Indies |
|                        |             | Abgesagt    |   |             |

### Gruppe B
Tabelle
| Gruppe A           | Sp. | S | N | NR | P | NRR    |
| ------------------ | --- | - | - | -- | - | ------ |
| Thailand           | 4   | 3 | 1 | 0  | 6 | +0.488 |
| Bangladesch        | 3   | 2 | 1 | 0  | 4 | +1.841 |
| Pakistan           | 3   | 2 | 1 | 0  | 4 | +1.094 |
| Simbabwe           | 3   | 1 | 2 | 0  | 2 | –0.434 |
| Vereinigte Staaten | 3   | 0 | 3 | 0  | 0 | –3.613 |

| 21. November Scorecard | Harare (OH) | Pakistan 201-7 (50)               | – | Bangladesch 202-7 (49.4) |
|                        |             | Bangladesch gewinnt mit 3 Wickets |   |                          |

Bangladesch gewann den Münzwurf und entschied sich als Feldmannschaft zu beginnen. Als Spielerin des Spiels wurde Rumana Ahmed ausgezeichnet.
| 21. November Scorecard | Harare (HSC) | Thailand 247-6 (50)         | – | Simbabwe 239-5 (50) |
|                        |              | Thailand gewinnt mit 8 Runs |   |                     |

Thailand gewann den Münzwurf und entschied sich als Schlagmannschaft zu beginnen. Als Spielerin des Spiels wurde Chanida Sutthiruang ausgezeichnet.
| 23. November Scorecard | Harare (SSC) | Bangladesch 322-5 (50)           | – | Vereinigte Staaten 52 (30.3) |
|                        |              | Bangladesch gewinnt mit 270 Runs |   |                              |

Vereinigte Staaten gewannen den Münzwurf und entschieden sich als Feldmannschaft zu beginnen.
| 23. November Scorecard | Harare (TCC) | Pakistan 145 (48)            | – | Thailand 93 (42.5) |
|                        |              | Pakistan gewinnt mit 52 Runs |   |                    |

Pakistan gewann den Münzwurf und entschied sich als Schlagmannschaft zu beginnen.
| 25. November Scorecard | Harare (HSC) | Bangladesch 176-8 (50)                    | – | Thailand 132-2 (39.2/39.2) |
|                        |              | Thailand gewinnt mit 16 Runs (D/L method) |   |                            |

Thailand gewann den Münzwurf und entschied sich als Feldmannschaft zu beginnen. Als Spielerin des Spiels wurde Sornnarin Tippoch ausgezeichnet.
| 25. November Scorecard | Harare (TCC) | Vereinigte Staaten 131 (44.5) | – | Simbabwe 132-9 (33.3) |
|                        |              | Simbabwe gewinnt mit 1 Wicket |   |                       |

Simbabwe gewann den Münzwurf und entschied sich als Feldmannschaft zu beginnen. Als Spielerin des Spiels wurde Loreen Tshuma ausgezeichnet.
| 27. November Scorecard | Harare (SSC) | Pakistan 195-6 (20)           | – | Simbabwe 81 (26.2) |
|                        |              | Pakistan gewinnt mit 114 Runs |   |                    |

Simbabwe gewann den Münzwurf und entschied sich als Feldmannschaft zu beginnen. Als Spielerin des Spiels wurde Anam Amin ausgezeichnet.
| 27. November Scorecard | Harare (TCC) | Vereinigte Staaten 93 (42.5)   | – | Thailand 94-1 (17) |
|                        |              | Thailand gewinnt mit 9 Wickets |   |                    |

Die Vereinigten Staaten gewannen den Münzwurf und entschieden sich als Schlagmannschaft zu beginnen. Als Spielerin des Spiels wurde Nattaya Boochatham ausgezeichnet.
| 29. November Scorecard | Harare (OH) | Simbabwe | – | Bangladesch |
|                        |             | Abgesagt |   |             |

| 29. November Scorecard | Harare (HSC) | Pakistan | – | Vereinigte Staaten |
|                        |              | Abgesagt |   |                    |

## Super 6
Tabelle
| Gruppe A    | Sp. | S | N | NR | P | NRR    |
| ----------- | --- | - | - | -- | - | ------ |
| 1. Gruppe A |     |   |   |    | 0 | +0.000 |
| 2. Gruppe A |     |   |   |    | 0 | +0.000 |
| 3. Gruppe A |     |   |   |    | 0 | +0.000 |
| 1. Gruppe B |     |   |   |    | 0 | +0.000 |
| 2. Gruppe B |     |   |   |    | 0 | +0.000 |
| 3. Gruppe B |     |   |   |    | 0 | +0.000 |

Spiele
| 1. Dezember Scorecard | Harare (OH) |  | – |  |
|                       |             |  |   |  |

| 1. Dezember Scorecard | Harare (HSC) |  | – |  |
|                       |              |  |   |  |

| 1. Dezember Scorecard | Harare (SSC) |  | – |  |
|                       |              |  |   |  |

| 3. Dezember Scorecard | Harare (OH) |  | – |  |
|                       |             |  |   |  |

| 3. Dezember Scorecard | Harare (HSC) |  | – |  |
|                       |              |  |   |  |

| 3. Dezember Scorecard | Harare (SSC) |  | – |  |
|                       |              |  |   |  |

| 5. Dezember Scorecard | Harare (OH) |  | – |  |
|                       |             |  |   |  |

| 5. Dezember Scorecard | Harare (HSC) |  | – |  |
|                       |              |  |   |  |

| 5. Dezember Scorecard | Harare (SSC) |  | – |  |
|                       |              |  |   |  |

## Abbruch
Nachdem ein Mitarbeiter des sri-lankischen Teams positiv getestet wurde, wurde das Spiel zwischen Sri Lanka und den West Indies am 27. November abgesagt. Am Ende des Tages wurde das Turnier dann abgebrochen, und auf Grund der Platzierungen in der Weltrangliste Bangladesch, Pakistan und die West Indies als Qualifikant für die Weltmeisterschaft bestimmt. Des Weiteren erhielten Sri Lanka und Irland die Berechtigung an der ICC Women’s Championship 2022–25 teilzunehmen.